# Їржі Соботка
Їржі Соботка (чеськ. Jiří Sobotka, нар. 6 червня 1911, Прага, Австро-Угорщина — пом. 20 травня 1994, Швейцарія) — чехословацький футболіст, нападник. Срібний призер чемпіонату світу 1934. По завершенні ігрової кар'єри — футбольний тренер.

## Із біографії
Народився 6 червня 1911 року в Празі. За «Славію» виступав з 1931 по 1940 і в 1942 році. Чемпіон Чехословаччини 1933, 1934, 1935, 1937. Володар кубка Богемії 1932, 1935. Володар кубка Мітропи 1938 року (у фіналі не грав). Найкращий бомбардир чемпіонату Чехословаччини сезону 1933/34 з 18 голами (разом з бельгійським гравцем «Спарти» Раймоном Бреном). Загалом у складі «Славії» зіграв 282 матчі і забив 178 голів, серед яких 114 матчів і 70 голів в чемпіонаті.
За національну збірну дебютував 25 березня 1934. У Коломбі чехословацькі футболісти перемогли збірну Франції (2:1). На 89-й хвилині Їржі Соботка забив переможний гол. У наступному матчі, проти збірної Угорщини, відкрив рахунок вже на другій хвилині. На чемпіонаті світу Соботка був гравцем основного складу. Грав відтягнутого форварда під нападниками Свободою і Неєдлим. Відмінно зіграв на турнірі, хоч сам і не забивав. Більше займався постачанням м'яча центрфорвардам або швидким крайнім нападникам Пучу й Юнеку. За збірну Соботка виступав до 1937 року. Цього року, в товариському матчі проти команди Литви, зробив хет-трик (остаточний рахунок 4:0). Грав у першій грі відбірного циклу до чемпіонату світу 1938, але до Франції не поїхав. Всього за національну команду провів 23 матчі, 8 голів.
У сезоні 1940/41 був граючим тренером клубу «Хайдук» із Спліта (чемпіон Хорватії 1941). У 1943—1946 виступав за команду «Батя» (Злін).
Після війни переїхав до Швейцарії. У «Шо-де-Фон» розпочинав як граючий наставник команди, а згодом цілком зосередився на тренерській діяльності. Двічі здобував перемоги у чемпіонаті Швейцарії і п'ять — у національному кубку. Два сезони працював з роттердамським «Феєнордом». З 1961 по 1965 — головний тренер «Базеля» (володар кубка Швейцарії 1963). У квітні-травні 1964 року очолював збірну Швейцарії. Під його керівництвом команда провела три матчі: перемога над бельгійцями (2:0) і поразки від португальців (2:3) та італійців (1:3). Був головним тренером швейцарських команд «Біль», «Шо-де-Фон», «Аарау», «Беллінцона», бельгійського «Шарлеруа» й іспанського «Сант-Андреу» (Барселона). Завершив тренерську діяльність у 1976 році.
Помер 20 травня 1994 року на 83-му році життя.

## Досягнення

### Гравець
- Віце-чемпіон світу (1): 1934
- Володар кубка Мітропи (1): 1938[3]
- Чемпіон Чехословаччини (4): 1933, 1934, 1935, 1937
- Чемпіон Хорватії (1): 1941
- Найкращий бомбардир чемпіонату Чехословаччини: 1934 (18 голів)

### Тренер
- Чемпіон Швейцарії (2): 1954, 1955
- Володар кубка Швейцарії (6): 1948, 1951, 1954, 1955, 1957, 1963
- Чемпіон Нідерландів (1): 1961

## Статистика
Статистика виступів в офіційних матчах:
| Сезон             | Команда           | Чемпіонат         | Чемпіонат | Чемпіонат | Кубок Мітропи | Кубок Мітропи | Кубок Мітропи | Збірна | Збірна |
| Сезон             | Команда           | Ліга              | Ігри      | Голи      |               | Ігри          | Голи          | Ігри   | Голи   |
| ----------------- | ----------------- | ----------------- | --------- | --------- | ------------- | ------------- | ------------- | ------ | ------ |
| 1931/32           | «Славія»          | Д-1               |           | 1         | 1/4           |               |               | —      | —      |
| 1932/33           | «Славія»          | Д-1               |           | 7         | 1/2           | 4             | 0             | —      | —      |
| 1933/34           | «Славія»          | Д-1               |           | 18        | 1/4           |               |               | 7      | 3      |
| 1934/35           | «Славія»          | Д-1               |           | 11        | 1/8           |               |               | 5      | 1      |
| 1935/36           | «Славія»          | Д-1               |           | 8         | 1/4           |               |               | 3      | 0      |
| 1936/37           | «Славія»          | Д-1               |           | 18        | 1/4           |               |               | 2      | 0      |
| 1937/38           | «Славія»          | Д-1               |           | 3         | 1/8           |               |               | 6      | 4      |
| 1938/39           | «Славія»          | Д-1               | 7         | 0         | Пер.          |               |               | —      | —      |
| 1939/40           | «Славія»          | Д-1               |           | 0         | 1/4           |               |               | —      | —      |
| 1941/42           | «Славія»          | Д-1               |           | 0         | —             | —             | —             | —      | —      |
| 1942/43           | «Славія»          | Д-1               |           | 3         | —             | —             | —             | —      | —      |
| 1942/43           | «Батя» (Злін)     | Д-1               |           | 1         | —             | —             | —             | —      | —      |
| 1943/44           | «Батя» (Злін)     | Д-1               |           | 16        | —             | —             | —             | —      | —      |
| 1945/46           | «Батя» (Злін)     | Д-1               |           | 3         | —             | —             | —             | —      | —      |
| Усього за кар'єру | Усього за кар'єру | Усього за кар'єру |           | 89        | —             |               |               | 23     | 8      |

Статистика виступів у збірній:
| №  | Дата       | Місто    | Суперник  | Рахунок | Голи          |
| -- | ---------- | -------- | --------- | ------- | ------------- |
| 1  | 25.03.1934 | Коломб   | Франція   | 2 : 1   | 89'           |
| 2  | 29.04.1934 | Прага    | Угорщина  | 2 : 2   | 2'            |
| 3  | 16.05.1934 | Прага    | Англія    | 2 : 1   |               |
| 4  | 27.05.1934 | Трієст   | Румунія   | 2 : 1   |               |
| 5  | 31.05.1934 | Турин    | Швейцарія | 3 : 2   | 49'           |
| 6  | 03.06.1934 | Рим      | Німеччина | 3 : 1   |               |
| 7  | 10.06.1934 | Рим      | Італія    | 1 : 2   |               |
| 8  | 02.09.1934 | Прага    | Югославія | 3 : 1   | 18'           |
| 9  | 23.09.1934 | Відень   | Австрія   | 2 : 2   |               |
| 10 | 14.10.1934 | Женева   | Швейцарія | 2 : 2   |               |
| 11 | 14.04.1935 | Прага    | Австрія   | 0 : 0   |               |
| 12 | 26.05.1935 | Дрезден  | Німеччина | 1 : 2   |               |
| 13 | 22.09.1935 | Будапешт | Угорщина  | 0 : 1   |               |
| 14 | 27.10.1935 | Прага    | Італія    | 2 : 1   |               |
| 15 | 26.04.1936 | Прага    | Іспанія   | 1 : 0   |               |
| 16 | 27.09.1936 | Прага    | Німеччина | 1 : 2   |               |
| 17 | 15.05.1937 | Прага    | Шотландія | 1 : 3   |               |
| 18 | 19.09.1937 | Будапешт | Угорщина  | 3 : 8   |               |
| 19 | 03.10.1937 | Прага    | Югославія | 5 : 4   | 79'           |
| 20 | 13.10.1937 | Прага    | Латвія    | 4 : 0   | 32', 36', 69' |
| 21 | 24.10.1937 | Прага    | Австрія   | 2 : 1   |               |
| 22 | 07.11.1937 | Софія    | Болгарія  | 1 : 1   |               |
| 23 | 08.12.1937 | Глазго   | Шотландія | 0 : 5   |               |